# Spoorlijn Košice – Hidasnémeti
De spoorlijn Košice – Hidasnémeti (lijnnummer 169) is een geëlektrificeerde hoofdlijn die Košice (in Slowakije) via het grensstation Hidasnémeti verbindt met Miskolc en Boedapest (Hongarije).

## Geschiedenis

De spoorlijn Košice – Hidasnémeti ligt in het zuidoosten van Slowakije, en verbindt Košice met Hongarije.

Ten tijde van het Koninkrijk Hongarije, in de 19e eeuw, werden voorbereidingen getroffen voor het ontwerp van een belangrijke spoorlijn: van Boedapest via Miskolc en Košice naar Galicië. Het zou één van de belangrijkste Hongaarse lijnen worden. Maar de Hongaarse revolutie van 1848 gooide roet in het eten met als gevolg dat alle voorbereidingen en werkzaamheden onderbroken werden en de aanleg vertraging opliep.
Uiteindelijk naderde de Hongaarse spoorwegmaatschappij Tiská železnica  via de vlakke Hornád-vallei toch de metropool Košice, en op 14 augustus 1860 werd deze stad aangesloten op het Hongaarse netwerk.
Ruim een eeuw later begon de elektrificatie met 3kV gelijkspanning op het Slowaakse spoorwegnet. Deze ontwikkeling vond plaats in 3 etappes:
- 18 januari 1962: Košice → Barca
- 7 november 1984: Barca → Čaňa
- 5 juni 1997: Čaňa → grens Slowakije / Hongarije.

Het lijngedeelte vanaf de Slowaaks-Hongaarse grens tot Hidasnémeti (Hongarije) werd geëlektrificeerd met 25 kV - 50 Hz wisselspanning.

## Treindienst
Tot 2020 vond in het Hongaarse grensstation Hidasnémeti een locomotiefwissel plaats.
Vermits het scheidingspunt tussen het gelijkspanningsnetwerk van Slowakije en het wisselspanningsnetwerk van Hongarije zich aan de landsgrens bevindt, maken de Slowaakse Spoorwegen gebruik van tweespanningslocomotieven.
In de dienstregeling van 1 maart 2024 rijden dagelijks zeven snelle EuroCity-treinen (EC) van Boedapest naar Košice en terug.
Daartegenover staat dat het lokaal vervoer met stoptreinen op 1 mei 2011 werd opgeschort.

## Stations en haltes

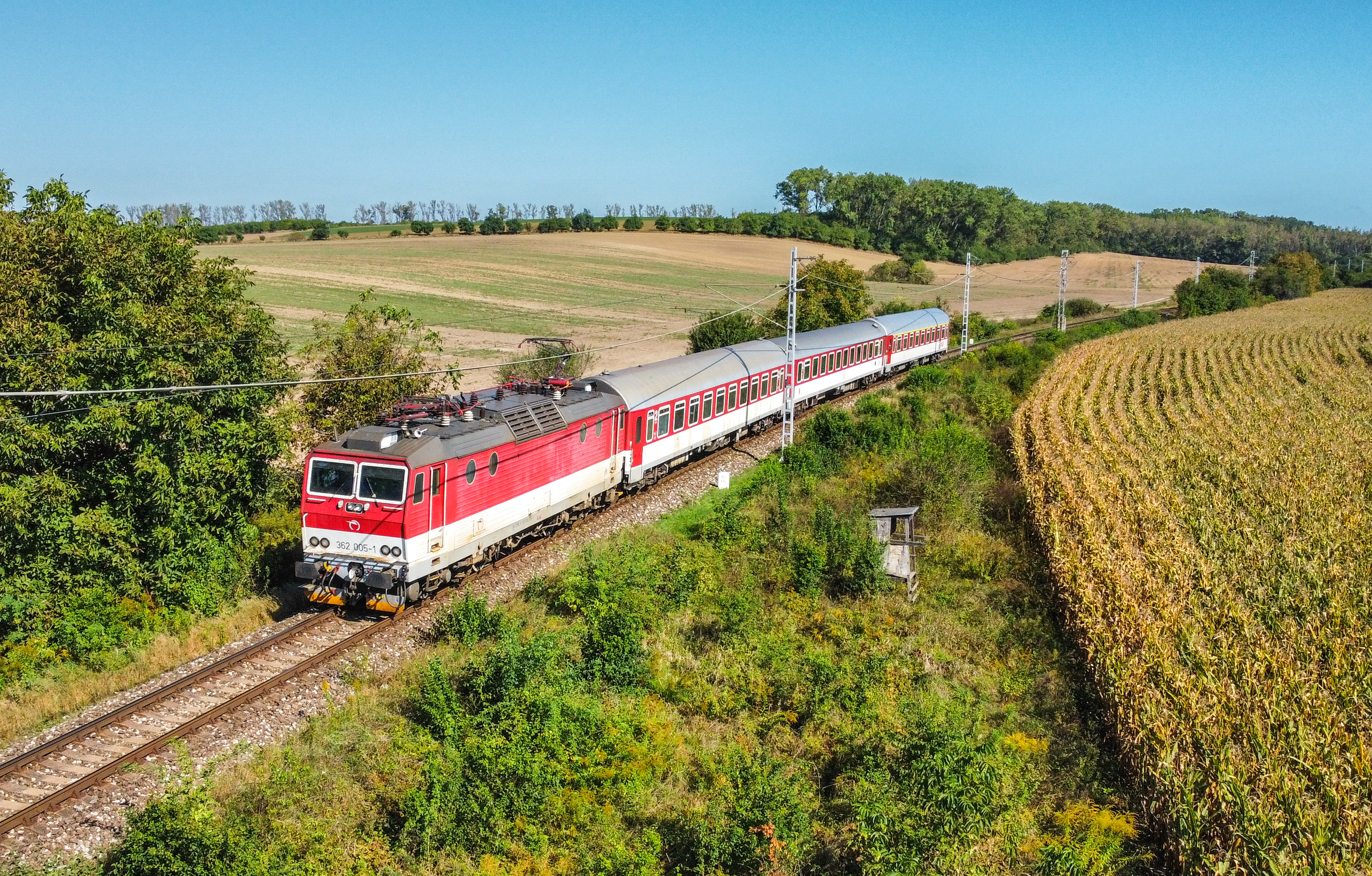
EC 187 "Hornád" in de omgeving van Seňa (district Košice-okolie).

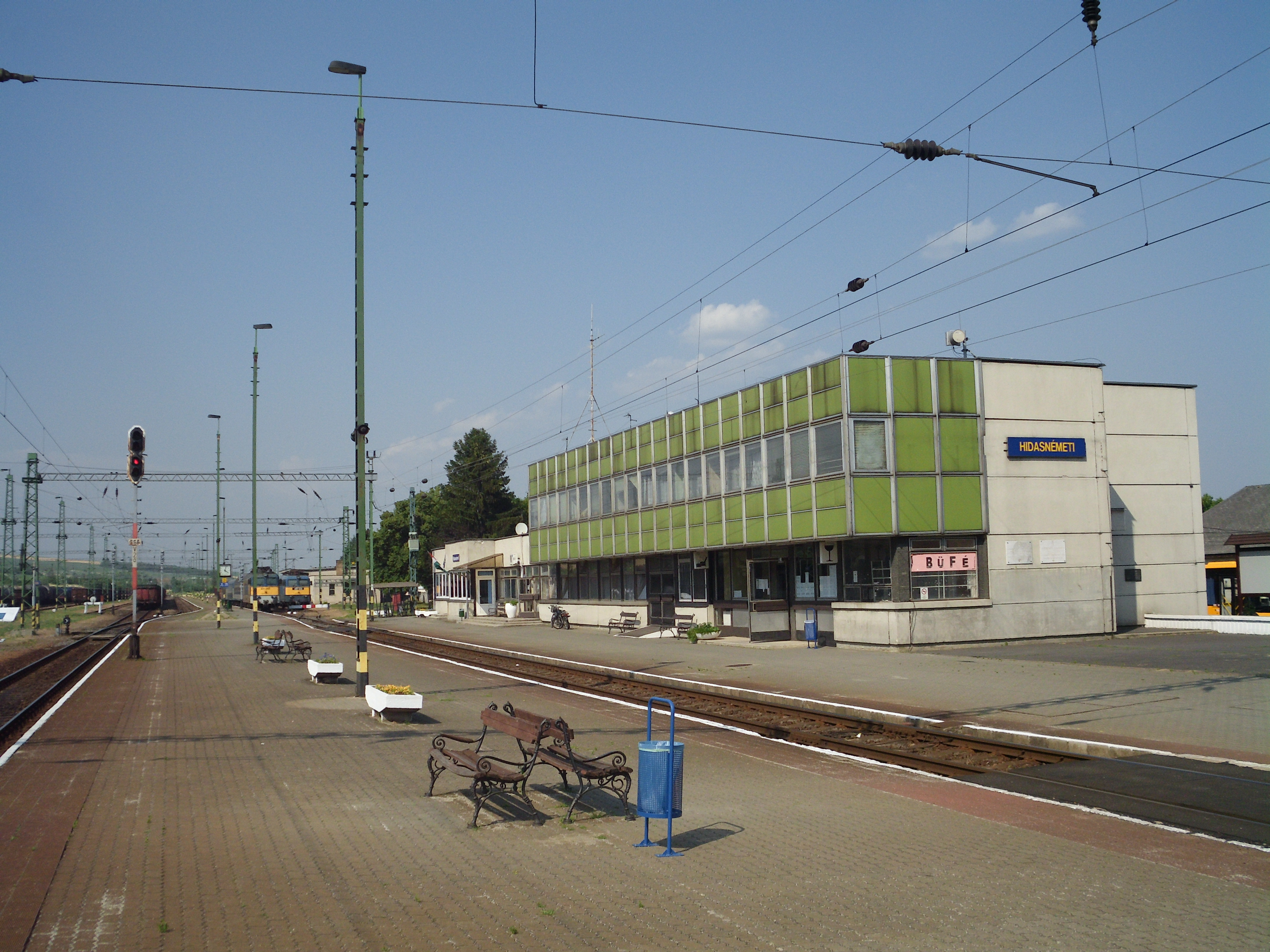
Het grensstation Hidasnémeti.

De lijn bedient de volgende stations (s) en haltes:
| Afstandspunt   | Station/stopplaats             | Commentaar |
| -------------- | ------------------------------ | --- |
| 97,800         | Košice (s)                     | Vertakking met de lijnen: • 160 (Zvolen – Košice), • 180 (Žilina – Košice), • 188 (Košice – Muszyna) • en 190 (Košice – Čierna nad Tisou) |
| 97,070         | Košice predmestie ("voorstad") | |
| 94,200 368,950 | Barca                          | |
| 365,260        | Valaliky                       | |
| 363,047        | Geča                           | |
| 360,801        | Čaňa                           | |
| 358,363        | Gyňov                          | |
| 354,629        | Seňa                           | |
| 352,839        | Kechnec                        | |
| 350,751        |                                | Staatsgrens: Slowakije/Hongarije |
| 347,482        | Hidasnémeti                    | Grensstation (MÁV) |

## Externe koppeling
- (en)  (sk)  Dienstregeling van de ŽSR
- (sk)  ŽSR 169: Košice - Hidasnémeti (HU) (www.vlaky.net)
- (sk)  Spoorlijnen Miskolc - Barca & Košice - Barca (www.rail.sk)